# ماسانوبو دمه
ماسانوبو دمه (انگلیسی: Masanobu Deme; ۲ اکتبر ۱۹۳۲ – ۱۳ مارس ۲۰۱۶) کارگردان فیلم اهل ژاپن بود.